# AIML
AIML, de afkorting van Artificial Intelligence Markup Language, is een opmaaktaal gebaseerd op XML.

## Achtergrond
AIML werd ontwikkeld door de Amerikaanse computerwetenschapper Richard S. Wallace (1960) en vormde de basis voor zijn chatbot ALICE (Artificial Linguistic Internet Computer Entity), die in 2000, 2001 en 2004 de Loebner Prize voor softwareontwikkelaars won. AIML is vrije software.